# Guy Smith

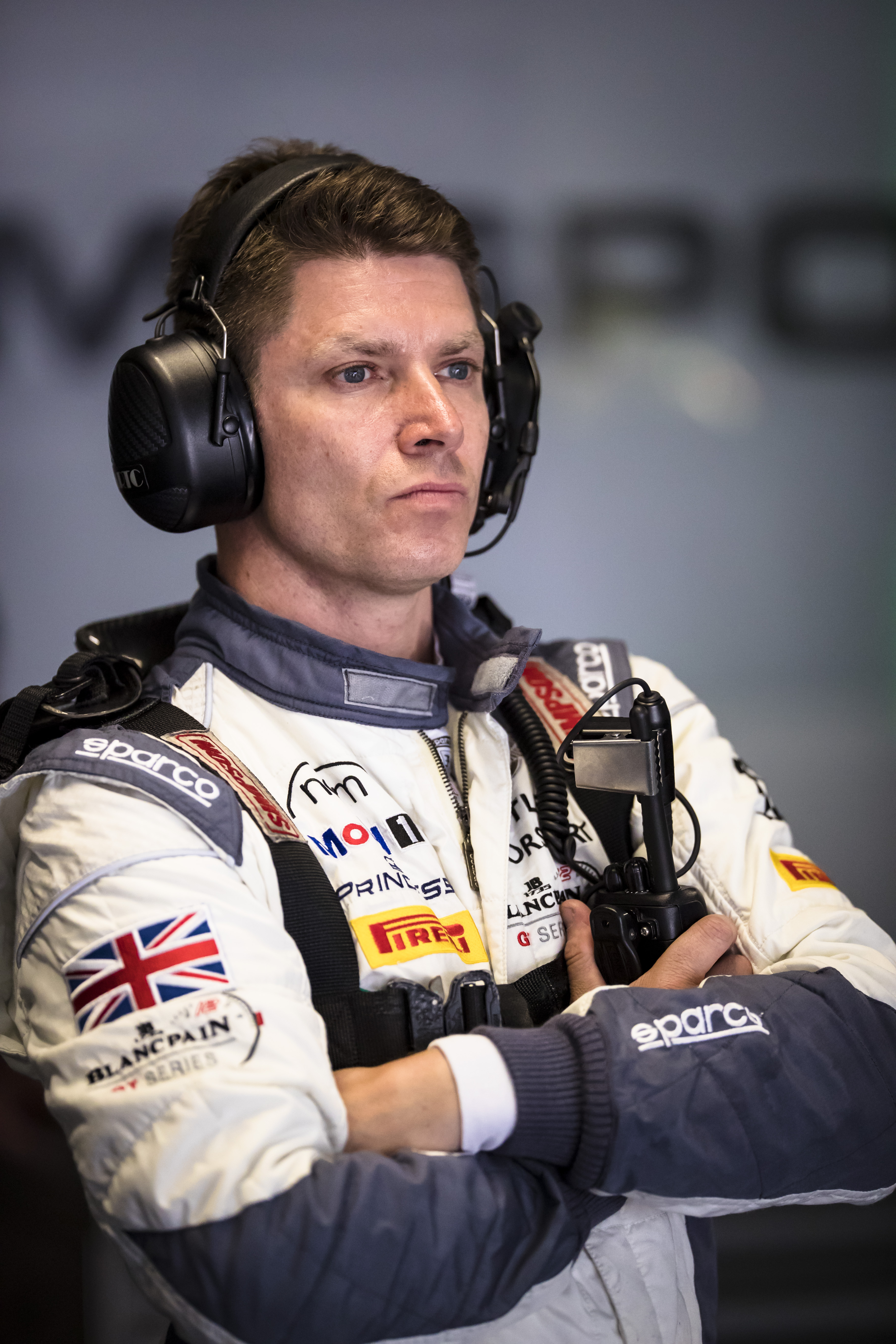
Guy Smith 2018

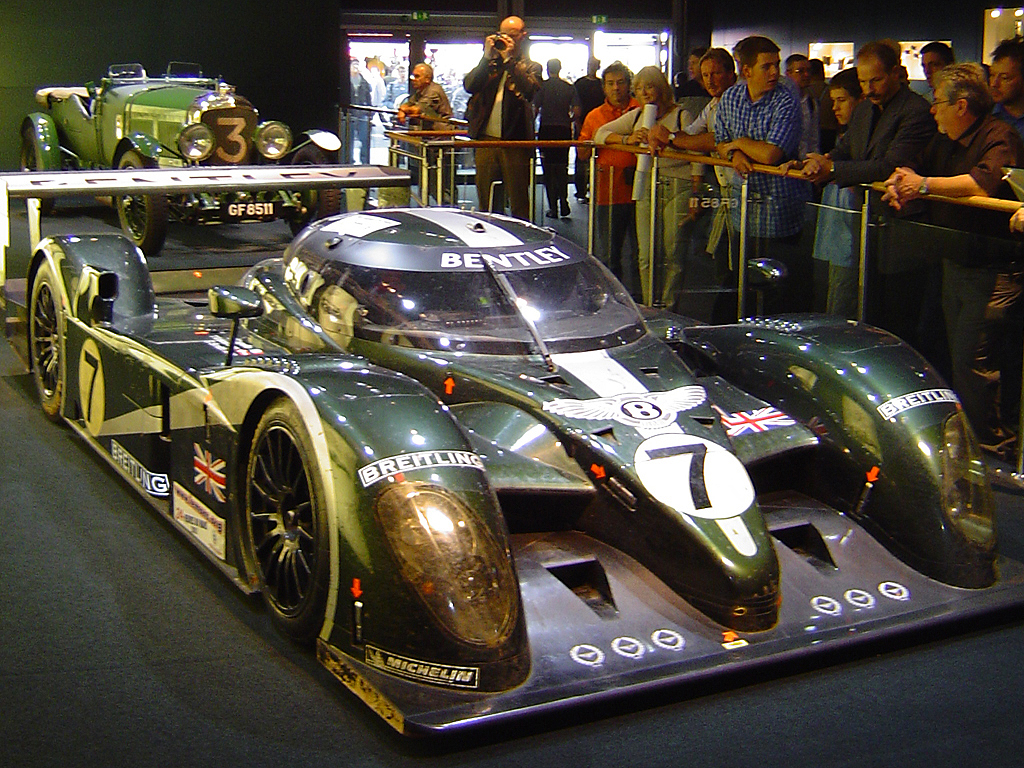
Der Bentley Speed 8, mit dem Guy Smith 2003 das 24-Stunden-Rennen von Le Mans gewann.

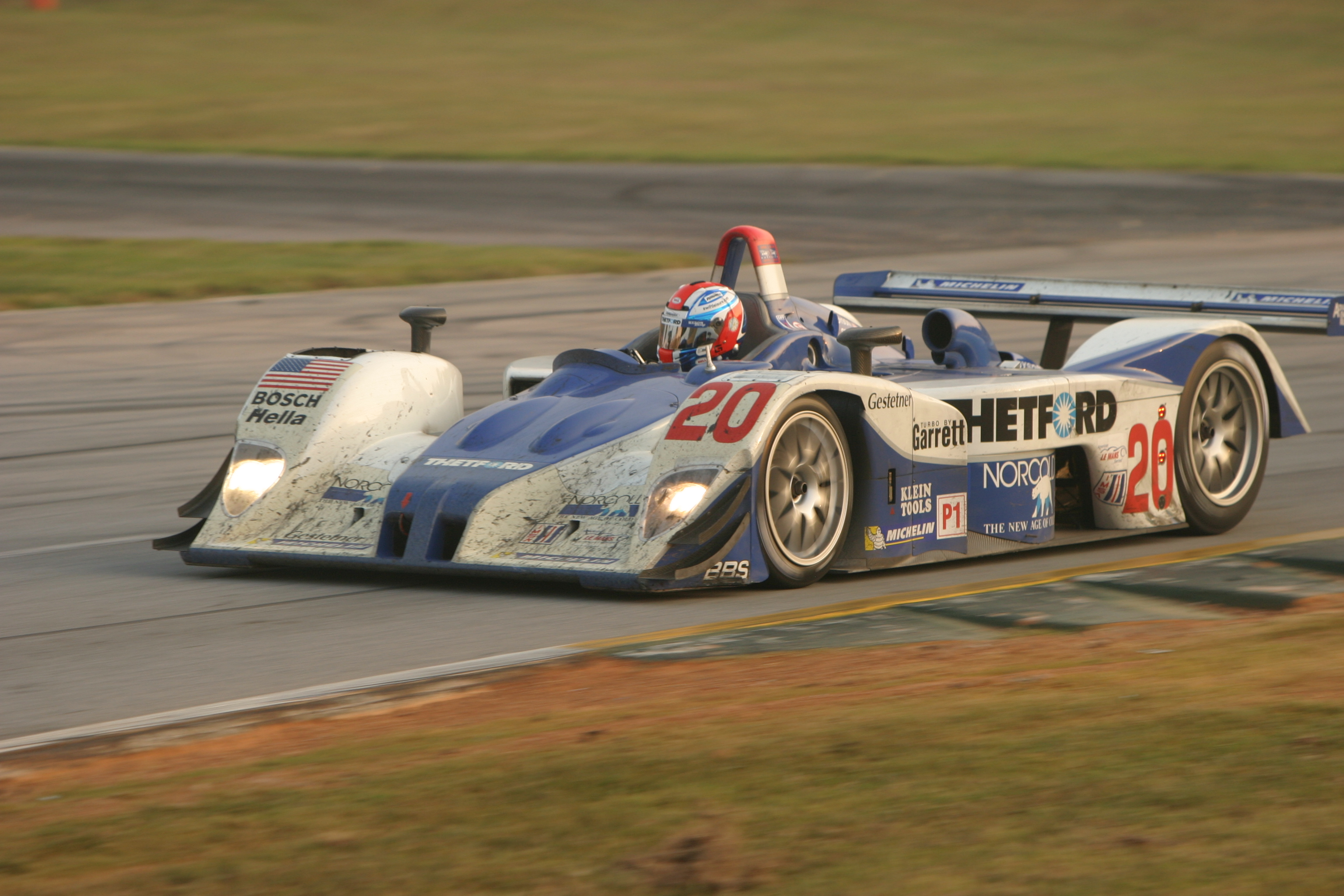
Guy Smith 2005 im MG-Lola EX257

Guy James Smith (* 12. September 1974 in Beverley) ist ein britischer Automobilrennfahrer. Sein größter Erfolg war der Sieg beim 24-Stunden-Rennen von Le Mans 2003 an der Seite von Rinaldo Capello und Tom Kristensen in einem Bentley Speed 8.

## Karriere
Smith begann im Alter von 12 Jahren mit dem Kartsport. 1987 gewann er die britische und die schottische Junioren-Kart-Meisterschaft, sowie die PROTRAIN Junior Karting Championship, 1988 wurde er belgischer Kartmeister und Elfter bei der Kart-Weltmeisterschaft.
1991 wechselte Smith in die Formel V zum Team First Time Racing und wurde auf Anhieb Zweiter der Meisterschaft, wobei er zwei Rennen gewinnen konnte und zweimal von der Pole-Position startete. Im gleichen Jahr wurde er Meister der neuseeländischen Formel-Ford-Meisterschaft und erhielt eine Ehrung als McLaren/Autosport Young Kartist of the Year. 1992 gewann er fünf Rennen in der Vauxhall Junior Championship, 1993 erreichte er Platz zwei in der Endabrechnung der britischen Formel-Ford-Meisterschaft mit zwei Siegen und drei Pole-Positions. 1995 gewann Smith die Formel Renault für das Team Manor Motorsport und war Testfahrer für das Williams-Formel-1-Team. Nach Engagements in der Formel 3 wechselte der Brite 1998 in die Indy-Lights-Serie und gewann die Rennen in Portland und Toronto, sowie den Rookie-of-the-Year-Award. 1999 testete Smith für das Forsythe Racing Team ein Champ-Car-Fahrzeug, 2000 fuhr er in der American Le Mans Series und erreichte beim 24-Stunden-Rennen von Daytona Platz vier. Außerdem nahm er erstmals am 24-Stunden-Rennen von Le Mans teil.
2003 folgte schließlich der Sieg bei den 24-Stunden von Le Mans, außerdem wurde er Dritter beim 24-Stunden-Rennen von Spa-Francorchamps. Nachdem nach dem Siegreiche von Bentley-Engagement in Le Mans nicht weitergeführt wurde, wechselte Smith zum britischen Audi-Team UK Team Veloqx. Für das Team fuhr er die beiden Langstreckenrennen in Sebring und Le Mans, die er jeweils mit Johnny Herbert und Jamie Davis auf dem Podium beendete, zudem absolvierte er für Rocketsports Racing 10 Rennen in der US-amerikanischen Champ-Car-Serie. 2005 trat er ebenfalls in zwei Rennserien an. Zum einen fuhr Smith einen MG-Lola EX257 in der American Le Mans Series, zum anderen einen Riley Mark XI in der Grand-Am. Während sich Orbit Racing nach mehreren Mittelfeldplatzierungen die Saison vorzeitig beendete, fuhr er für Dyson Racing beim Petit Le Mans aufs Podium. So blieb Smith auch die Folgejahre bei Teameigner Rob Dyson und startete in diversen Le-Mans-Prototypen von Lola. In den Jahren fuhr er den Großteil der Rennen mit Chris Dyson und beendete mehrere Meisterschaftsläufe auf dem Podium. 2007 wechselte er und sein Team in die LMP2-Kategorie und setzte nun als erstes Kundenteam auf einen Porsche RS Spyder, den er erneut mit Chris Dyson bis zum Ende der Saison 2008 fuhr. Im folgenden Jahr kehrte sein Team wieder zu Lola zurück, während er in der Le Mans Series und beim 24-Stunden-Rennen von Le Mans zudem einen Sportwagen von Ginetta-Zytek pilotierte.

## Statistik

### Champ-Car-Bilanz
| Jahr | Team                | 1   | 2   | 3   | 4   | 5   | 6   | 7   | 8      | 9       | 10      | 11   | 12      | 13    | 14     | Rang | Punkte |
| ---- | ------------------- | --- | --- | --- | --- | --- | --- | --- | ------ | ------- | ------- | ---- | ------- | ----- | ------ | ---- | ------ |
| 2004 | Rocketsports Racing | LBH | MTY | MIL | POR | CLE | TOR | VAN | ROA 10 | DEN Ret | MTL Ret | LS 9 | LVS Ret | SRF 9 | MXC 17 | 18.  | 53     |

### Le-Mans-Ergebnisse
| Jahr | Team                      | Fahrzeug              | Teamkollege              | Teamkollege      | Platzierung | Ausfallgrund |
| ---- | ------------------------- | --------------------- | ------------------------ | ---------------- | ----------- | ------------ |
| 2000 | Johansson-Matthews Racing | Reynard 2KQ           | Stefan Johansson         | Jim Matthews     | Ausfall     | Motorschaden |
| 2001 | Team Bentley              | Bentley Exp Speed 8   | Martin Brundle           | Stéphane Ortelli | Ausfall     | Feuer        |
| 2003 | Team Bentley              | Bentley Speed 8       | Tom Kristensen           | Rinaldo Capello  | Gesamtsieg  |              |
| 2004 | Audi Sport UK Team Veloqx | Audi R8               | Johnny Herbert           | Jamie Davies     | Rang 2      |              |
| 2008 | Quifel ASM Team           | Lola B05/40           | Miguel Amaral            | Olivier Pla      | Rang 20     |              |
| 2009 | Quifel ASM Team           | Ginetta-Zytek GZ09S/2 | Miguel Amaral            | Olivier Pla      | Ausfall     | Bremsen      |
| 2010 | Rebellion Racing          | Lola B10/60           | Jean-Christophe Boullion | Andrea Belicchi  | Ausfall     | Unfall       |
| 2011 | Rebellion Racing          | Lola B10/60           | Jean-Christophe Boullion | Andrea Belicchi  | Ausfall     | Unfall       |

### Sebring-Ergebnisse
| Jahr | Team                      | Fahrzeug              | Teamkollege      | Teamkollege      | Platzierung     | Ausfallgrund     |
| ---- | ------------------------- | --------------------- | ---------------- | ---------------- | --------------- | ---------------- |
| 2000 | Johansson Matthews Racing | Reynard 2KQ           | Stefan Johansson | Jim Matthews     | Ausfall         | Motorschaden     |
| 2001 | Johansson Motorsport      | Audi R8               | Stefan Johansson |                  | Rang 4          |                  |
| 2002 | Riley & Scott Racing      | Riley & Scott Mk IIIC | Marc Goossens    | Jim Matthews     | Rang 3          |                  |
| 2003 | Team Bentley              | Bentley Speed 8       | Rinaldo Capello  | Tom Kristensen   | Rang 4          |                  |
| 2004 | Audi Sport UK Team Veloqx | Audi R8               | Johnny Herbert   | Jamie Davies     | Rang 3          |                  |
| 2005 | Dyson Racing Team         | MG-Lola EX257         | Chris Dyson      |                  | Ausfall         | Kupplungsschaden |
| 2006 | Dyson Racing Team         | Lola B06/10           | Chris Dyson      |                  | Ausfall         | Motor überhitzt  |
| 2007 | Dyson Racing Team         | Porsche RS Spyder     | Chris Dyson      |                  | Rang 10         |                  |
| 2008 | Dyson Racing Team         | Porsche RS Spyder     | Chris Dyson      |                  | Rang 4          |                  |
| 2009 | Dyson Racing Team Inc.    | Lola B09/86           | Chris Dyson      | Andy Lally       | Ausfall         | Mechanik         |
| 2010 | Dyson Racing Team         | Lola B09/86           | Chris Dyson      | Andrew Meyrick   | Rang 20         |                  |
| 2011 | Dyson Racing Team Inc.    | Lola B09/86           | Chris Dyson      | Jay Cochran      | Rang 6          |                  |
| 2012 | Dyson Racing Team         | Lola B12/60           | Chris Dyson      | Steven Kane      | Rang 8          |                  |
| 2013 | Dyson Racing Team Inc.    | Lola B12/60           | Chris Dyson      | Butch Leitzinger | Ausfall         | Defekt           |
| 2021 | United Autosports         | Oreca LMP2 07         | James McGuire    | Wayne Boyd       | disqualifiziert |                  |
| 2022 | United Autosports         | Oreca 07              | James McGuire    | Duncan Tappy     | Rang 11         |                  |